# Moser's Rides
Moser's Rides est une société de construction d'attractions basée à Ostiglia en Italie. Sa production est spécialisée dans la construction et le développement de manèges à sensations et familiaux à destination des parcs d'attractions et des fêtes foraines. 

## Historique
Alfeo Moser a été le directeur des ventes de la société Soriani & Moser avant de quitter la compagnie pour former sa propre entreprise.

## Modèle d'attractions au catalogue

### Attractions à sensations
Liste non exhaustive
- Energy Rush
- FlippingAction Arm/Twin Flip/Speed Flip
- Gravity Tower/Family Tower
- Gyro Loop
- Hopplà
- Maverick
- Music Factory
- Sidewinder
- Star Discovery
- Loop On Top (et Super Loop On Top)

### Attractions familiales
Liste non exhaustive
- Dream Wave/Dream Machine
- Free Whale
- Merry go round
- Mini Twister
- Millennium Wheel
- Music Express/Ocean Express
- Spring Ride
- Surfing Whale
- Twin Rings

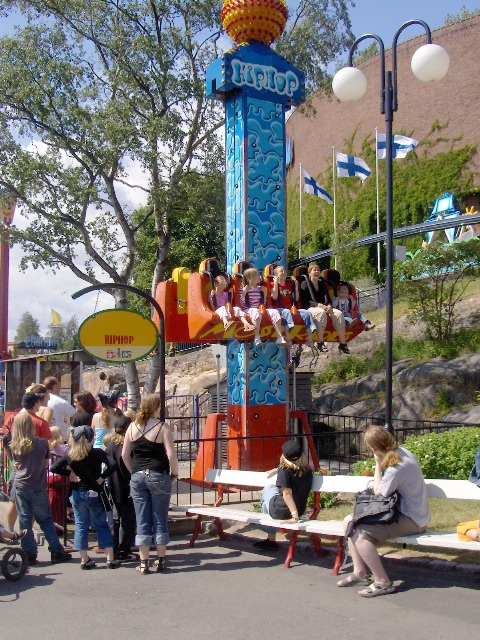
Hip Hop à Linnanmäki.

- X-Arms/Lightning Bolt/Mexican Fiesta